# Hydrovatus piceus
Hydrovatus piceus är en skalbaggsart som beskrevs av Guignot 1961. Hydrovatus piceus ingår i släktet Hydrovatus och familjen dykare. Inga underarter finns listade i Catalogue of Life.